# شبيب المالكي
شبيب لازم مطر المالكي هو باحث قانوني عراقي، ولد في بغداد عام 1931. يشغل حاليا منصب أمين عام اتحاد الحقوقيين العرب.

## دراسته[4]
ولد سنة 1931، (ذكر معجم الأدباء من العصر الجاهلي تاريخ 1936 وهو غير صحيح)، درس في مدارس بغداد وتخرج منها، حيث أم الابتدائية عام 1952 وأتم الإعدادية عام 1961، ثم تخرج من كلية الحقوق في بغداد حاصلا على شهادة البكالوريوس في القانون عام 1966.
حصل على شهادة دبلوم في الإدارة من معهد «فايمار» في ألمانيا عام 1971. كما حصل على شهادة دبلوم في القانون الدولي من جامعة عين شمس في القاهرة بمصر عام 1977.

## المناصب
شغل مناصب إدارية وسياسية مختلفة منها:
- محافظ كربلاء والنجف (كانتا محافظة واحدة اسمها لواء أو محافظة كربلاء) للفترة 1968-1972[6]
- محافظ الموصل للفترة 1972-1973
- وكيل وزير الزراعة والإصلاح الزراعي للفترة 1973-1976
- مستشار في مكتب الشؤون القانونية في مجلس قيلدة الثورة للفترة 1976-1991
- عضو المجلس الوطني العراقي لدورته الأولى 1980 – 1984
- وزير العدل للفترة 1991-2000[7][8]

كما شغل مناصب أخرى مختلفة مثل:
- عضو مراقب في مجلس حقوق الإنسان التابع للأمم المتحدة في جنيف
- رئيس مجلس أمناء جامعة الموصل الأهلية عام 1973
- عضو مجلس أمناء الجامعة السورية في دمشق عام 2005
- الأمين العام للجنة الدائمة للدفاع عن حقوق الإنسان والحريات الأساسية في الوطن العربي
- عضو هيئة رئاسة الاتحاد الدولي للحقوقيين النشاطات الثقافية والاجتماعية
- عضو لجنة القانون الدولي الإنساني
- رئيس اتحاد الحقوقيين العراقيين للفترة 1990-2003
- رئيس تحرير مجلة الحقوقي العربي
- عضو هيئة تحرير مجلة مناهضة التمييز العنصري العالمي

## المؤلفات والبحوث
لشبيب المالكي عشرات البحوث والدراسات في مجال القانون والسياسة والقضايا الوطنية والقومية والدفاع عن حقوق الإنسان والحريات الأساسية ومن أهمها:
- القانون الدولي الإنساني... دراسات واراء... محاولة للفهم

كما شارك في العشرات من المؤتمرات والحلقات النقاشية العربية والدولية كما تولى رئاسة البعض منها.